# Halecium jaederholmi
Halecium jaederholmi är en nässeldjursart som beskrevs av Vervoort 1972. Halecium jaederholmi ingår i släktet Halecium och familjen Haleciidae. Inga underarter finns listade i Catalogue of Life.